# عبد الله العذبة
عبد الله بن حمد العذبة المري كان رئيس تحرير صحيفة العرب القطرية وهي أول جريدة يومية سياسية جامعة تصدر في دولة قطر، وكان صحفي قطري يشغل منصب مدير عام المركز القطري للصحافة. والدته مواطنة سعودية من عائلة آل الشيخ مبارك في محافظة الأحساء.
صار محامٍ مؤخرا واتجه إلى مهنة المحاماة